# Byturus unicolor
Byturus unicolor, conhecido geralmente como lagarta-da-framboesa, é uma espécie de escaravelho da família Byturidae.

## Distribuição
É encontrado na América do Norte, principalmente nos Estados Unidos e no Canadá.

## Características
Essa espécie possui coloração marrom uniforme, cobertos com pequenos pelos claros. Sua larva é pequena e branca, e é frequentemente encontrada em colheitas de framboesas, o que deu origem ao seu nome comum.
São consideradas pestes devido ao grande prejuízo que podem causar em colheitas de framboesa; em sua forma larval, é encontrada nas frutas, enquanto a forma adulta pode se alimentar das folhas e flores.